# Woskriesienskoje (rejon dubieński)
Woskriesienskoje (ros. Воскресенское) – wieś (sieło) w Rosji, w obwodzie tulskim, w rejonie dubieńskim. W 2021 liczyła 2490 mieszkańców.